# Yemişçi Hasan Pascià
Damat Yemişçi Hasan Pascià (in albanese Jemishxhi) (Rogovë, Kossovo, 1535 – Istanbul, 18 ottobre 1603) è stato un politico e militare ottomano di etnia albanese.
Hasan era albanese (Yemişçi vuol dire venditore di frutta) che passò la sua infanzia nel Rogovo, fece i suoi studi elementari a Prizren. Continuò la scolarizzazione presso la accademia militare di Istanbul e intorno al 1580 entrò nel corpo dei Gianizzeri. Nel giugno 1594 fu nominato Yeñi Çeri Aghasi durante le guerre in Ungheria. Il 12 luglio 1601 fu nominato Gran Visir due giorni dopo la morte del suo predecessore Damat İbrahim Pascià, di cui sposò la vedova, Ayşe Sultan, figlia del sultano Murad III. Durante il suo governo fu spesso al fronte e prese parte alla riconquista della città di Belgrado (1602). Si affrettò a tornare a Istanbul quando si diffusero le voci di un colpo di stato. Il 24 settembre 1603 si dimise e come altri visir fu giustiziato poco dopo (4 ottobre 1603).